# Comuna Poltavka, Krasnohvardiiske
Poltavka (în ucraineană Полтавка) este o comună în raionul Krasnohvardiiske, Republica Autonomă Crimeea, Ucraina, formată din satele Komarivka, Kurhanne și Poltavka (reședința).

## Demografie
Componența lingvistică a comunei Poltavka
     Rusă (72,21%)
     Ucraineană (16,63%)
     Tătară crimeeană (9,15%)
     Alte limbi (0,18%)
Conform recensământului din 2001, majoritatea populației comunei Poltavka era vorbitoare de rusă (72,21%), existând în minoritate și vorbitori de ucraineană (16,63%) și tătară crimeeană (9,15%).